# Clarence Eddy

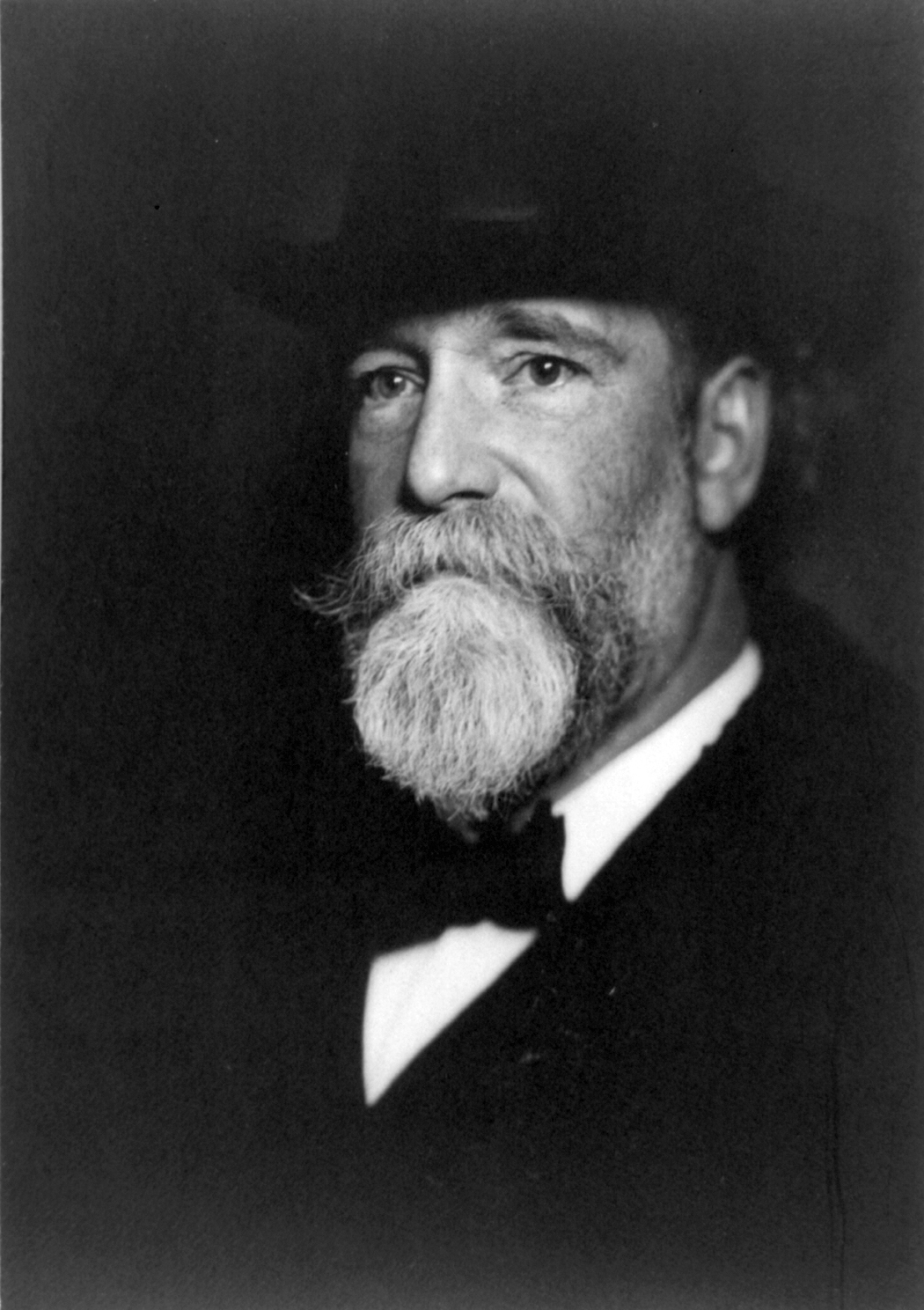
Clarence Eddy

Clarence Eddy (* 1851; † 1937) war ein US-amerikanischer Organist und Komponist.
Der Schüler von Dudley Buck war Organist an der First Congregational Church und der First Presbyterian Church in Chicago und reiste zudem als Konzertorganist durch die USA. Auf Europareisen studierte er in Berlin bei Carl August Haupt und in Paris bei César Franck, Charles-Marie Widor und Alexandre Guilmant, dessen erste Konzerttournee durch die USA er organisierte.
Eddy fertigte Entwürfe zu mehreren großen Orgeln, trat in seinen späteren Jahren auch als Musikkritiker hervor und komponierte einige Orgelwerke, darunter eine Faust-Fantasie, ein Festival Prelude on the Old 100th und ein Praeludium in a minor. Er war mit der Sängerin und Musikpädagogin Sara Hershey verheiratet. 2001 veröffentlichte William Osborne ein Biographie Eddies unter dem Titel Clarence Eddy (1851–1937), Dean of American Organists (ISBN 0-913499-17-X).